# Cryptophorellia peringueyi
Cryptophorellia peringueyi är en tvåvingeart som först beskrevs av Mario Bezzi 1924.  Cryptophorellia peringueyi ingår i släktet Cryptophorellia och familjen borrflugor. Inga underarter finns listade i Catalogue of Life.